# Samsung Galaxy A12
Samsung Galaxy A12 là điện thoại thông minh chạy hệ điều hành Android do Samsung Electronics phát triển và là một phần của dòng Galaxy A. Điện thoại này được công bố vào 24 tháng 11 năm 2020, đây là sản phẩm kế nhiệm của Samsung Galaxy A11.
Vào ngày 9 tháng 8 năm 2021, một biến thể mới của điện thoại có tên Samsung Galaxy A12 Nacho đã được công bố.

## Thông số kỹ thuật

### Thiết kế
Galaxy A12 có các tùy chọn màu sắc Đen Phá Cách, Xanh Bứt Phá, Trắng Tâm Điểm và Đỏ. Bốn camera phía sau được xếp thành hình vuông ở góc trên cùng bên trái, tương tự như cụm camera của Galaxy A42 5G. Mặt sau và các cạnh bên đều được làm bằng nhựa, trong khi mặt trước là kính. Kích thước vật lý của điện thoại là 6,46 x 2,98 x 0,35 in (164 x 75,8 x 8,9 mm) và điện thoại nặng 205 g (7,2 oz).

### Phần cứng

#### Màn hình
Galaxy A12 có màn hình IPS LCD 6,5 inch (170 mm) với độ phân giải 720 × 1600 pixel, tỷ lệ khung hình 20:9, tỷ lệ màn hình so với thân máy ~85,8% và mật độ điểm ảnh ~264 ppi.

#### Bộ nhớ
Điện thoại có 4 cấu hình RAM và bộ nhớ trong khác nhau: 32 GB/3 GB RAM, 64 GB/4 GB RAM, 128 GB/4 GB RAM và 128 GB/6 GB RAM. Bộ nhớ có thể được mở rộng bằng thẻ nhớ MicroSD, tối đa thêm 1 TB.

#### Vy xử lý
Điện thoại được cung cấp sức mạnh bởi Mediatek MT6765 Helio P35 System-on-Chip (SoC), được xây dựng trên công nghệ tiến trình 12 nanomet (nm). SoC này có CPU lõi tám nhân được chia thành hai cụm bao gồm cụm hiệu suất cao và cụm tiết kiệm năng lượng. Cụm hiệu suất cao bao gồm bốn lõi Cortex-A53 có tốc độ 2,3 GHz, trong khi cụm tiết kiệm năng lượng cũng bao gồm bốn lõi Cortex-A53 có tốc độ 1,8 GHz.
Mediatek MT6765 Helio P35 SoC cũng đi kèm GPU IMG PowerVR GE8320 tích hợp, hoạt động ở tốc độ 680 MHz.

#### Pin và những thứ khác
Điện thoại được trang bị pin Li-Po 5000 mAh không thể tháo rời, có thể sạc nhanh (15 W) thông qua cổng USB-C nằm giữa giắc cắm tai nghe 3,5 mm và loa đơn, cảm biến vân tay được tích hợp vào nút nguồn.

#### Camera
Samsung Galaxy A12 có 4 camera phía sau được tạo hình theo hình vuông được bo tròn màu đen. Camera chính được trang bị cảm biến 48MP với khẩu độ f/2.0, tiêu cự 26mm và tự động lấy nét. Camera siêu rộng là cảm biến 8 MP với khẩu độ f/2.2 và trường nhìn 123° (FoV). Camera chính có khả năng quay video lên tới 1080p ở tốc độ 30 khung hình/giây. Cả camera macro (để chụp ảnh cận cảnh) và cảm biến chiều sâu (để làm mờ hậu cảnh) đều là cảm biến 2 MP với khẩu độ f/2.4. Đèn flash LED cũng được trang bị để chiếu sáng cho ảnh chụp trong điều kiện ánh sáng yếu. Camera phía trước có độ phân giải 8 MP và quay video lên tới 1080p ở tốc độ 30 khung hình/giây.

### Phần mềm
Thiết bị đi kèm với One UI Core 2.5 dựa trên Android 10 và được cài đặt sẵn nhiều ứng dụng tiêu chuẩn của Google. Nó có thể được nâng cấp lên One UI Core 4 và Android 12. Phiên bản Nacho đi kèm One UI Core 3.1 và Android 11. Cả hai đều đi kèm với Samsung Knox để tăng cường bảo mật, được hỗ trợ bởi tính năng chống vi-rút của McAfee.